# Combefa
Combefa é uma comuna francesa na região administrativa de Occitânia, no departamento de Tarn. Estende-se por uma área de 2,93 km². Em 2010 a comuna tinha 160 habitantes (densidade: 54,6 hab./km²).